# Herbert Bednorz
Herbert Bednorz (ur. 22 września 1908 w Gliwicach, zm. 12 kwietnia 1989 w Katowicach) – polski duchowny rzymskokatolicki, doktor nauk społecznych i prawa, biskup koadiutor katowicki w latach 1950–1967, biskup diecezjalny katowicki w latach 1967–1985.

## Życiorys
Urodził się 22 września 1908 w Gliwicach jako drugie dziecko spośród siedmiorga rodzeństwa w rodzinie Józefa i Anny z d. Ruda. Szkołę powszechną ukończył w Gliwicach, tam też wstąpił do gimnazjum klasycznego. W 1922 wraz rodziną przeniósł się na polską stronę Górnego Śląska i zamieszkał w Katowicach na terenie parafii mariackiej. W Katowicach kontynuował naukę w Gimnazjum im. Adama Mickiewicza.
Po złożeniu egzaminu maturalnego w 1927 wstąpił na Wydział Teologiczny Uniwersytetu Jagiellońskiego i do Śląskiego Seminarium Duchownego w Krakowie. Święcenia kapłańskie przyjął 26 czerwca 1932 z rąk biskupa Stanisława Adamskiego.
Pierwszą placówką duszpasterską była parafia św. Barbary w Chorzowie u boku przyszłego biskupa polowego ks. Józefa Gawliny. Po roku pracy duszpasterskiej został skierowany na specjalistyczne studia do Leuven.
Podjął studia na Wydziale Nauk Społecznych Katolickiego Uniwersytetu w Leuven, niebawem jednak przeniósł się do Instytutu Nauk Ekonomicznych na Uniwersytecie Paryskim. Tam 10 stycznia 1936 zdał egzamin doktorski z zakresu nauk społecznych i obronił pracę doktorską poświęconą doktrynie społecznej Marcina Lutra i Jana Kalwina. Promotorem drugiej pracy doktorskiej z dziedziny prawa został prof. Villien, dziekan Wydziału Prawa na Uniwersytecie Paryskim. Dodatkowe studia uwieńczył drugim doktoratem poświęconym konkordatowi polskiemu z 1925.
W październiku 1937 po powrocie do kraju objął funkcję wikariusza w Brzezinach Śląskich. Okres okupacji przeżył na placówce duszpasterskiej w Brzezinach. Po zakończeniu wojny od 1946 kierował referatem duszpasterskim w kurii. Prowadził na Wydziale Teologicznym Uniwersytetu Jagiellońskiego wykłady z teologii pastoralnej.
4 maja 1950 został wyniesiony do godności biskupiej i przydzielony ciężko choremu biskupowi Stanisławowi Adamskiemu w charakterze koadiutora z prawem następstwa. Jako stolica tytularna została mu przydzielona Bulla Regia. Sakrę biskupią otrzymał 24 grudnia 1950 z rąk biskupa Stanisława Adamskiego, współkonsekratorami byli biskupi Teodor Kubina i Juliusz Bieniek.
W listopadzie 1952 został uwięziony przez UB za przygotowanie akcji podpisów pod petycją rodziców śląskich o przywrócenie katechizacji w szkole. Wraz z pozostałymi biskupami katowickimi został wydalony z diecezji. W latach 1952–1956 po krótkim pobycie w Krakowie mieszkał w Poznaniu, w domu prowincjalnym Sióstr Maryi. Po powrocie do Katowic w listopadzie 1956 przejął faktycznie rządy w diecezji.
Po śmierci biskupa Stanisława Adamskiego 12 listopada 1967 objął rządy w diecezji katowickiej jako jej czwarty biskup. Doprowadził do zwołania i pomyślnego zakończenia synodu diecezjalnego (1972–1976). Podczas swojej posługi położył szczególny nacisk na duszpasterstwo robotników, co zostało uwidocznione pielgrzymkami robotników do Piekar Śląskich. 3 listopada 1980 przeniósł ówczesne Śląskie Seminarium Duchowne z Krakowa do Katowic. Został mianowany Honorowym Górnikiem kopalni „Ziemowit”. W latach 1981–1985 był współprzewodniczącym Zespołu Roboczego ds. Wydawnictw i Czasopism Rządu PRL i Episkopatu Polski. 23 kwietnia 1983 po ukończeniu 75 roku życia złożył rezygnację z biskupstwa katowickiego. 3 czerwca 1985 papież Jan Paweł II mianował jego następcę w osobie biskupa Damiana Zimonia.
Po ogłoszeniu przygotowań do soboru watykańskiego II został wybrany na konsultora w Komisji ds. Laikatu i Środków Masowego Przekazu. Brał udział we wszystkich sesjach soborowych. Zasiadał w soborowej w Komisji do Spraw Apostolstwa Świeckich. Po zakończeniu soboru pełnił funkcję członka Posoborowej Komisji ds. Laikatu. Został wybrany członkiem Komisji Episkopatu Polski ds. Duszpasterstwa Ludzi Pracy. W 1958 jego staraniem powołano do życia Ogólnopolski Sekretariat Duszpasterstwa Głuchoniemych z siedzibą w Katowicach.
Zmarł 12 kwietnia 1989. Został pochowany w krypcie archikatedry Chrystusa Króla w Katowicach.
Jego imieniem nazwano ulice w Katowicach-Szopienicach (ulica Herberta Bednorza w Katowicach), Piekarach Śląskich-Brzezinach Śląskich, Pszczynie i Jastrzębiu-Zdroju.